# Luis Portillo
Luis Isaias Portillo Mejía (ur. 25 maja 1988) – salwadorski zapaśnik walczący w stylu wolnym. Zajął 24 miejsce na mistrzostwach świata w 2007. Piąte miejsce igrzyskach panamerykańskich w 2011 i siódme w 2015. CZterokrotny medalista mistrzostw panamerykańskich, srebro w 2012,  2013 2017. Brązowy medalista igrzysk Ameryki Środkowej i Karaibów w 2006, 2010 i 2014. Zdobył cztery złote medale na igrzyskach Ameryki Środkowej. Trzeci na igrzyskach boliwaryjskich w 2017 roku.
Mistrz panamerykański juniorów w 2005 i 2007, drugi w 2008, a trzeci w 2006 roku.